# Diều hâu khoang
Diều hâu khoang (danh pháp khoa học: Accipiter bicolor) là một loài chim trong họ Ưng. Nó được tìm thấy trong rừng, rừng cây gỗ, rừng thứ sinh, và xa van rừng ở miền đông nam Mexico, Trung Mỹ, và phía bắc và Trung Nam Mỹ (xa tận phía nam đến miền bắc Argentina). Mặc dù nhìn chung là loài không phổ biến, nó lại là loài phổ biến nhất của chi Accipiter ở hầu hết phạm vi của nó, nhưng nó không hiện diện ở độ cao trên 2.700 mét (8900 ft) chẳng hạn như các khu vực cao nhất của dãy Andes.
Loài chim này dài 34–45 cm và cân nặng 200-450 g. Thức ăn thông thường nhất của nó là loài hoét và bồ câu nhỏ, nhưng cũng ăn các loài động vật có vú và bò sát nhỏ. Người ta đã chứng kiến một số trường hợp diều hâu khoang tấn công khỉ sóc hoặc tamarin.